# Ropz
Robin „ropz“ Kool (* 22. prosince 1999) je estonský profesionální hráč videohry Counter-Strike 2. K roku 2025 se zúčastnil celkem deseti celosvětových turnajů v této videohře, přičemž se s jeho týmem stal vítězem turnaje PGL Major Antwerp 2022.

## Kariéra
Vyrůstal ve městě Jõgeva v Estonsku. Předtím, než se stal profesionálním hráčem videohry Counter-Strike, hrál aktivně videohru Call of Duty, kde hrál jako sniper. Asi v dubnu 2017 se stal členem profesionálního týmu ve hře Counter-Strike: Global Offensive zvaného mousesports. Od roku 2018 se začal konzistentně umisťovat v seznamu dvaceti nejlepších hráčů videohry pravidelně publikovaném organizací HLTV. Například v roce 2023 se v seznamu umístil na třetím místě po Mathieuovi Herbautovi a Nikola Kovačovi.
V lednu 2022 se stal ropz členem jednoho z nejvýznamnějších týmů ve videohře zvaného FaZe Clan. V něm postupně zaznamenal několik úspěchů včetně výhry v turnaji IEM Katowice a výhry na Majoru v Antverpách. V lednu 2025 se ropz stal členem Teamu Vitality, se kterým se stal vítězem turnaje IEM Katowice 2025 a řady dalších menších turnajů jako např. IEM Melbourne.